# یولیا ولاسوا
یولیا ولاسوا (روسی: Юлия Ивановна Власова؛ زادهٔ ۱ مهٔ ۱۹۶۷) اسکیت‌باز سرعت اهل روسیه است.